# 京畿女子高等学校
京畿女子高等学校（朝: 경기여자고등학교、英: Kyunggi Girls' High School）は、ソウル特別市江南区に所在する公立高等学校。女子校である。

## 概要
日本の統治時代には、朝鮮人女子の通う伝統校として知られた。学校の寄宿舎「白松（しろまつ）寮」は、李氏朝鮮王朝時代の大臣の屋敷を転用しており、1941年（昭和16年）には第5代校長として朝鮮人（朴寛洙、日本名・琴川寛）も就任している。
OGの1人に高凰京がいる。高は同志社女子専門学校を卒業し最も傑出した朝鮮人留学生と言われ、1945年から母校・京畿女子の校長も務めたが、死去（2000年）後に、詩人毛允淑や作曲家洪蘭坡、日刊新聞『東亜日報』創立者の金性洙などとともに親日反民族行為者（親日派）として扱われている。

## 沿革

### 大韓帝国の時代
- 1908年（隆熙2年）4月1日 : 大韓帝国第2代皇帝純宗の勅命により「大韓帝国官立漢城高等女学校」として開校

### 日本による統治時代
- 1911年（明治44年）2月1日 : 朝鮮教育令により、「京城女子高等普通学校」に改称
- 1922年（大正11年）4月1日 : 京畿道に移管され、第二次朝鮮教育令により、「京城公立女子高等普通学校」に改称
- 1938年（昭和13年）4月1日 : 第三次朝鮮教育令により、高等女学校である「京畿公立高等女学校」に改称

### 韓国の時代
- 1947年5月1日 : 「京畿公立女子中学校」に改称
- 1951年9月1日 : 学制改革により、「京畿女子高等学校」（3年制）と「京畿女子中学校」（3年制）に分かれる
- 1969年 - 京畿女子中学校、生徒募集停止
- 1971年2月28日 : 京畿女子中学校廃止
- 1988年2月9日 : 江南区へ移転

## 著名人
- キム・ヘジャ - 女優
- 姜恩喬 - 詩人
- キム・ソヘ（I.O.I）
- キム・ヒョンジン(LOONA)
- シン・リュジン(ITZY)

### 参考
- 植民地朝鮮の女学校・高等女学校といけ花・茶の湯・礼儀作法